# غفارية فموية
غفارية فموية (بالإنجليزية: Leptotrichia buccalis)‏ هي نوع من البكتيريا، سلبية الغرام، تتبع الغفارية.
تقريبًا جميع الحالات المُصابة بعدوى شديدة بالغفارية الفموية وُثقَ أنها تحصل في مرضى قلة الخلايا المتعادلة.